# Ахучитлан-дель-Прогресо (муниципалитет)
Ахучитла́н-дель-Прогресо (исп. Ajuchitlán del Progreso) — муниципалитет в Мексике, штат Герреро, с административным центром в одноимённом городе. Численность населения, по данным переписи 2010 года, составила 38 203 человека.

## Общие сведения
Название Ajuchitlán с языка науатль можно перевести как: цветы на воде.
Площадь муниципалитета равна 1994 км², что составляет 3,14 % от площади штата. Он граничит с другими муниципалитетами Герреро: на севере с Тлапеуалой, на востоке с Сан-Мигель-Тотолапаном, на юге с Текпан-де-Галеаной, и на западе с Коюка-де-Каталаном.

## Учреждение и состав
Муниципалитет был образован 29 июня 1871 года, в его состав входит 127 населённых пунктов, самые крупные из которых:
| Код INEGI | Населённый пункт                                                                | Численность населения (2005 год) | Численность населения (2010 год) |
| 003       | Всего                                                                           | 37 475                           | 38 203                           |
| 0001      | Ахучитлан-дель-Прогресо (исп. Ajuchitlán del Progreso) (административный центр) | 6 232                            | 6 388                            |
| 0016      | Корраль-Фальсо (исп. Corral Falso)                                              | 2 981                            | 3 123                            |
| 0017      | Чангата (исп. Changata)                                                         | 2 800                            | 3 068                            |
| 0058      | Вилья-Николас-Браво (исп. Villa Nicolás Bravo)                                  | 2 535                            | 2 601                            |
| 0042      | Сан-Херонимо-эль-Гранде (исп. San Jerónimo el Grande)                           | 1 369                            | 1 472                            |
| 0040      | Сан-Кристобаль (исп. San Cristóbal)                                             | 1 241                            | 1 253                            |
| 0045      | Сан-Лоренсо (исп. San Lorenzo)                                                  | 974                              | 1 089                            |
| 0054      | Санта-Роса-де-Лима (исп. Santa Rosa de Lima)                                    | 866                              | 931                              |
| 0047      | Сан-Матео (исп. San Mateo)                                                      | 901                              | 922                              |

## Экономическая деятельность
По статистическим данным 2000 года, работоспособное население занято по секторам экономики в следующих пропорциях: сельское хозяйство, скотоводство и рыбная ловля — 58,9 %, промышленность и строительство — 14,1 %, сфера обслуживания и туризма — 24,1 %.

## Инфраструктура
По статистическим данным 2010 года, инфраструктура развита следующим образом:
- электрификация: 91,9 %;
- водоснабжение: 22,1 %;
- водоотведение: 65,2 %.

## Туризм
Основными достопримечательностями являются:
- церковь Непорочного зачатия, построенная в XVI веке в муниципальном центре;
- археологическая зона древнего города Яката.